# Lobophytum verrucosum
Lobophytum verrucosum är en korallart som beskrevs av Li 1984. Lobophytum verrucosum ingår i släktet Lobophytum och familjen läderkoraller. Inga underarter finns listade i Catalogue of Life.